# Rhaphoxya typica
Rhaphoxya typica är en svampdjursart som beskrevs av Hallmann 1917. Rhaphoxya typica ingår i släktet Rhaphoxya och familjen Dictyonellidae.
Artens utbredningsområde är havet kring Australien. Inga underarter finns listade i Catalogue of Life.